# Campeonato Paraibano 1936
In 1936 werd het 27ste Campeonato Paraibano gespeeld voor voetbalclubs uit de Braziliaanse staat Paraíba. De competitie werd georganiseerd door de Federação Paraibana de Futebol en werd gespeeld van 7 juni tot 27 december. Botafogo werd kampioen.

## Eindstand
| Plaats | Club        | Wed. | W | G | V | Saldo | Ptn. |
| ------ | ----------- | ---- | - | - | - | ----- | ---- |
| 1.     | Botafogo    | 10   | 7 | 1 | 2 | 30:11 | 15   |
| 2.     | Palmeiras   | 10   | 6 | 2 | 2 | 25:19 | 14   |
| 3.     | Pytaguares  | 10   | 6 | 0 | 4 | 24:20 | 12   |
| 4.     | Sol Levante | 10   | 5 | 1 | 4 | 28:18 | 11   |
| 5.     | União       | 10   | 3 | 0 | 7 | 11:30 | 6    |
| 6.     | Felipéia    | 10   | 1 | 0 | 9 | 7:27  | 2    |

|  | Kampioen |

### Kampioen
| Campeonato Paraibano de 1936 |
| Paraiba                      |
| ---------------------------- |
| BOTAFOGO Kampioen (1° titel) |